# Воскресенская карандашная фабрика
Воскресенская карандашная фабрика (ВКФ) — российское предприятие, расположенное в посёлке Виноградово возле Воскресенска Московской области. Производит различные карандаши, а так же единственная в России высокотехнологичная фабрика полного цикла.

## История
Фабрику начали строить в ноябре 2016 году в посёлке городского типа Виноградово, расположенного в 16 км от Воскресенска. Строительство шло полтора года. В марте 2018 года было запущено производство. На предприятие было закуплено 120 станков (китайского и немецкого производства).
В 2019 году было закуплены 4 упаковывающие машины.
К 2020 году на фабрике ужебыло 174 станка и 80 работников. Что делает ВКФ высокотехнологичной фабрикой полного цикла.
В марте 2020 о фабрике снимают сюжет в передаче «Доброе утро». На первом канале .А в 2020 фабрика получает знак «Выбор педагога» на продукцию ТМ «Лео» в конкурсе «АУРА 2020».
В премии «Золотой Медвежонок» ВКФ занимает 3 место в номинациях «Лидеры отрасли» и «Компания года».
Воскресенская карандашная фабрика в 2020—2021 становится одной из самых больших карандашных фабрик в России.